# József Hild

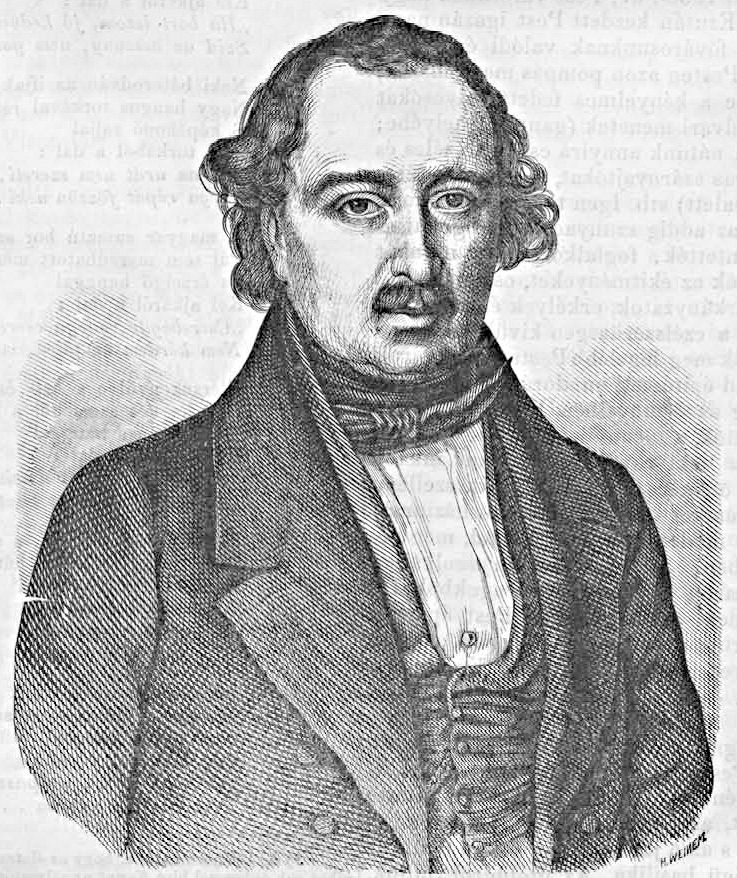
József Hild (1845), Lithographie durch Franz Eybl

József Hild (* 8. Dezember 1789 in Pest; † 6. März 1867 ebenda) war ein ungarischer Architekt und Baumeister des Klassizismus.
Hild war einer der prägendsten Architekten der ungarischen Reformzeit in der ersten Hälfte des 19. Jahrhunderts. Neben zahlreichen großen Dombauten in ganz Ungarn plante er unter anderem die klassizistische Neugestaltung der Pester Leopoldstadt.

## Leben
József (auch Jósef) Hild war zweites Kind des erst 1789 von Wien nach Pest gezogenen Stadtbauingenieurs Johann Hild (1766–1811) und dessen Frau Klára Hild. Bis 1804 besuchte er das Pester Piaristen-Gymnasium und lernte während dieser Zeit auch im Büro seines Vaters. Im Alter von 16 Jahren schickte ihn sein Vater zur Ausbildung nach Wien und József lernte an der Wiener Kunstakademie und bei Karl Ritter von Moreau (1758–1840), dem damaligen Hofarchitekten der Familie Esterházy. 1809 trat Hild in das Bauunternehmen seines Vaters ein, und bedingt durch dessen frühen Tod übernahm er 1811 das Geschäft. Hild ersuchte beim Palatin nach einer Bau- und Architektenlizenz, die ihm unter der Bedingung mehr praktischer Erfahrung erteilt werden sollte.
Die Wiener Kunstakademie verlieh Hild ein Reisestipendium. Von 1816 bis 1820 unternahm er eine längere Studienreise nach Italien und Griechenland und besuchte u. a. Mailand, Florenz, Rom, Neapel und Athen. Die meiste dieser Zeit verbrachte er in Rom und studierte die Kirchen und Kathedralen der Renaissance. Nach seiner Heimkehr nach Pest erhielt er in den 1820er Jahren einige private Aufträge und baute sich langsam einen Ruf als Architekt auf. Bis Anfang der 1830er Jahre realisierte er erste Projekte, u. a. Gross-Haus (1825), Lloyd-Palast (1828) und Diana-Bad (1822).

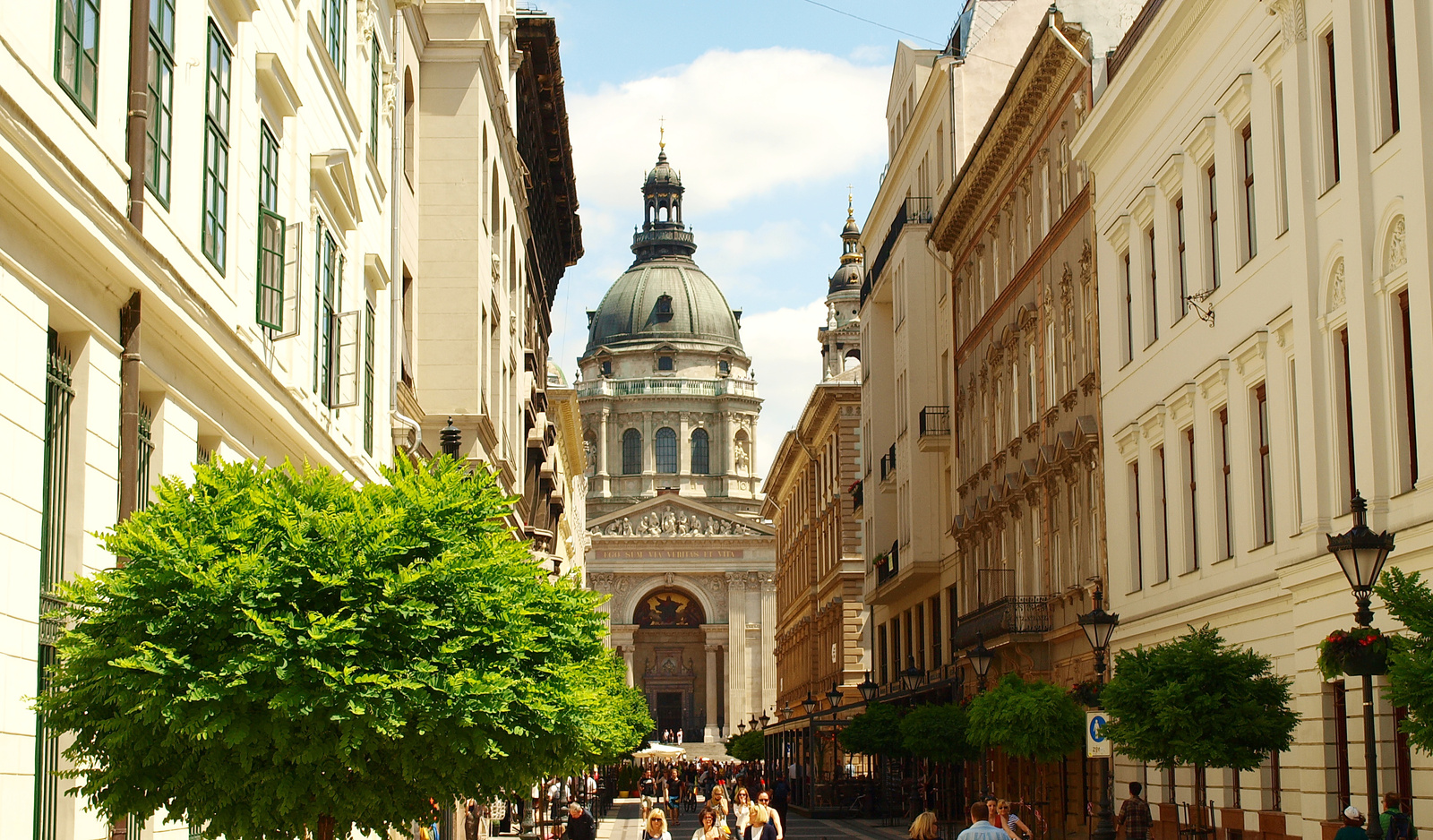
Die heutige Lipótváros (Leopoldstadt)

Die Jahre nach der Pester Flut von 1838 war Hilds produktivste Zeit als Architekt. Er war verantwortlich für den Wiederaufbau der Stadt und entwarf rund 200 Villen, Geschäftshäuser und Stadtpalais. 1844 erhielt er den Titel „Baumeister“ und ab 1845 war er Pester „Stadtbaumeister“.
Während der 1830er begann Hild auch mit der Planung größerer Kirchenum- und Neubauten, u. a. des Egerer Doms (1830–1837) und des Esztergomer Doms (1839–1845), des größten Kirchenbaus Ungarns. Esztergom wurde neben Pest einer seiner Hauptschaffensorte. Außer der Basilika plante er auch die Diözesanbibliothek und das Seminar für das Erzbistum Esztergom, die Gebäude für das Szent Imre-Gymnasium und die örtliche Sparkasse. 1845 unternahm er nochmals Reisen nach Italien und Deutschland, u. a. München.
1851 wurde Hild mit der architektonischen Leitung zum Bau der Budapester St.-Stephans-Basilika (1851–1905) beauftragt, die nach seinem Tod unter Miklós Ybl (1814–1891) im Stil der Neorenaissance weitergeführt und 1905 unter der Leitung von József Kauser vollendet wurde. Hild starb 1867 im Alter von 77 Jahren an den Folgen einer Lungenentzündung. Er wurde auf dem Kerepescher Friedhof beigesetzt.

## Werk
József Hild plante und baute über 900 Bauwerke.

### Sakralbauten (Auswahl)

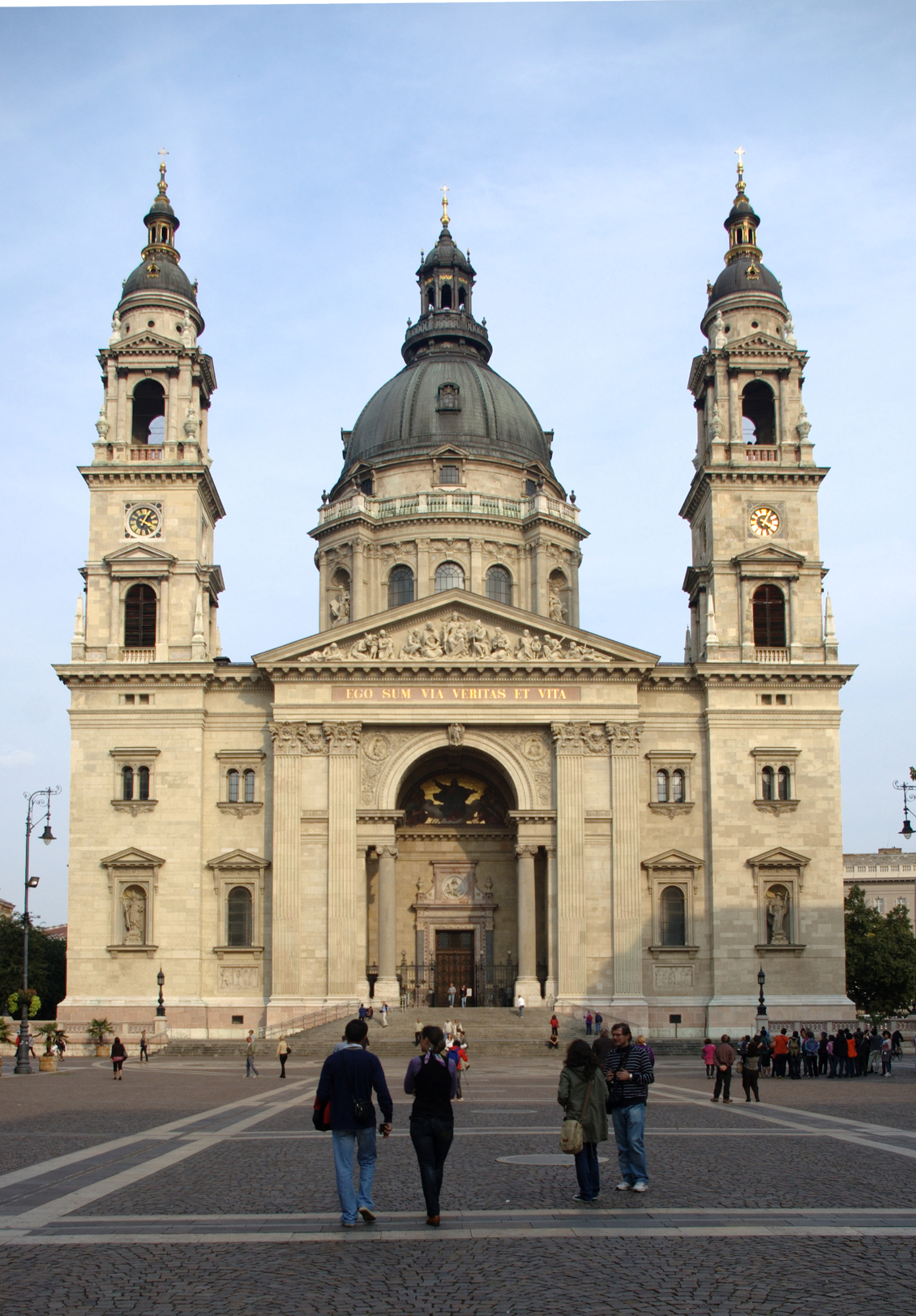
St.-Stephans-Basilika, Budapest (1851–1905)

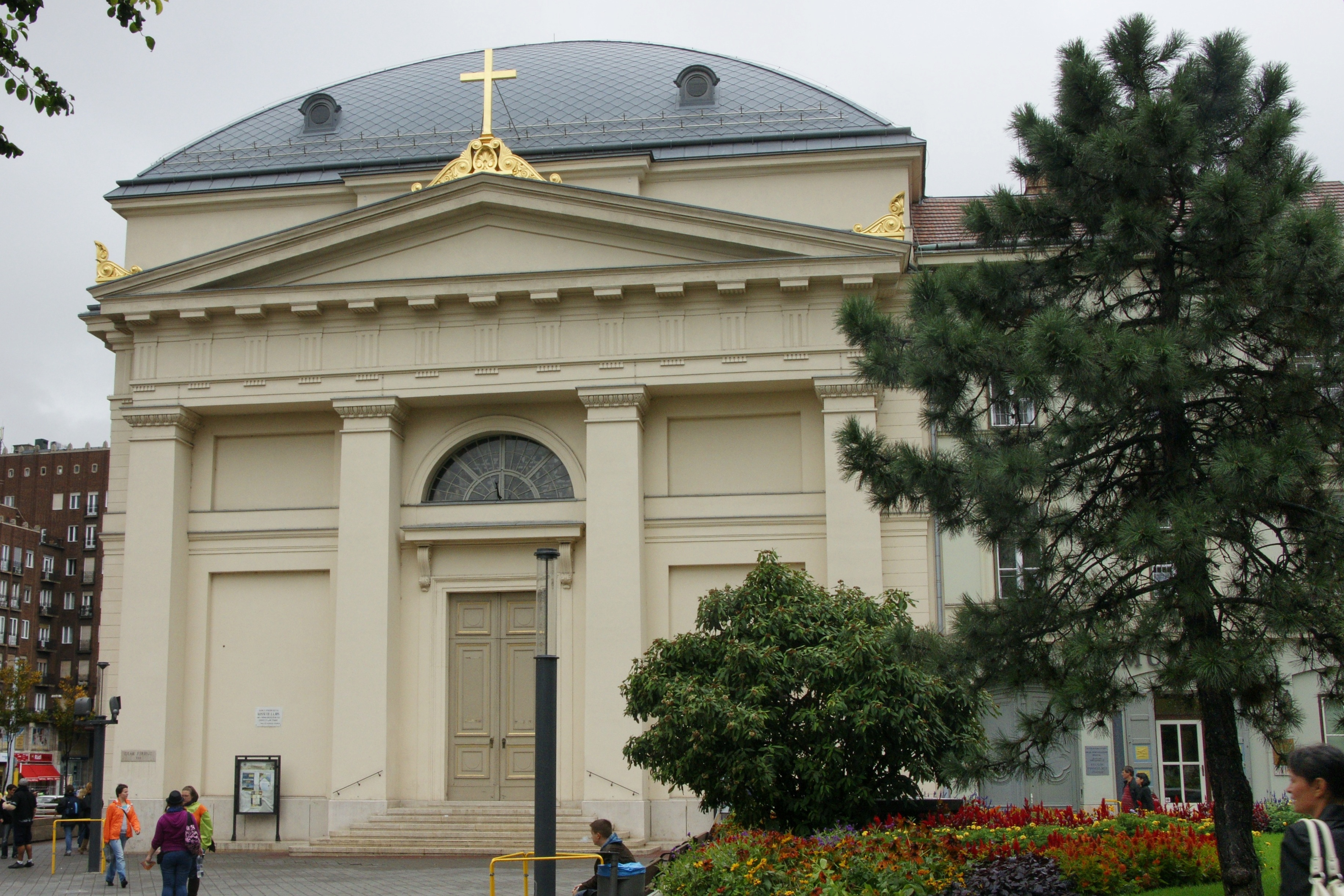
Lutherische Kirche am Deak-Ferenc-Platz, Budapest
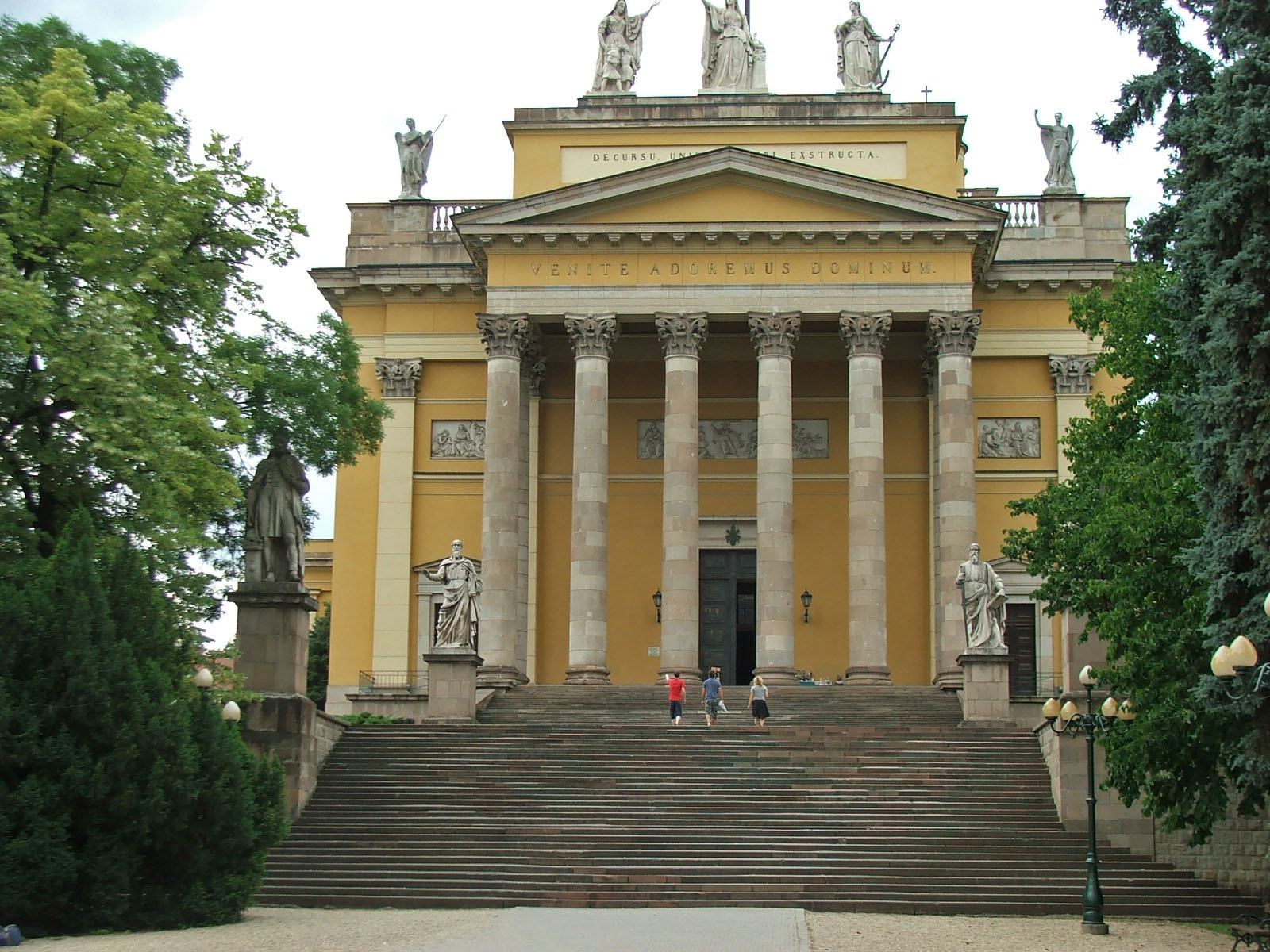
Basilika, Eger
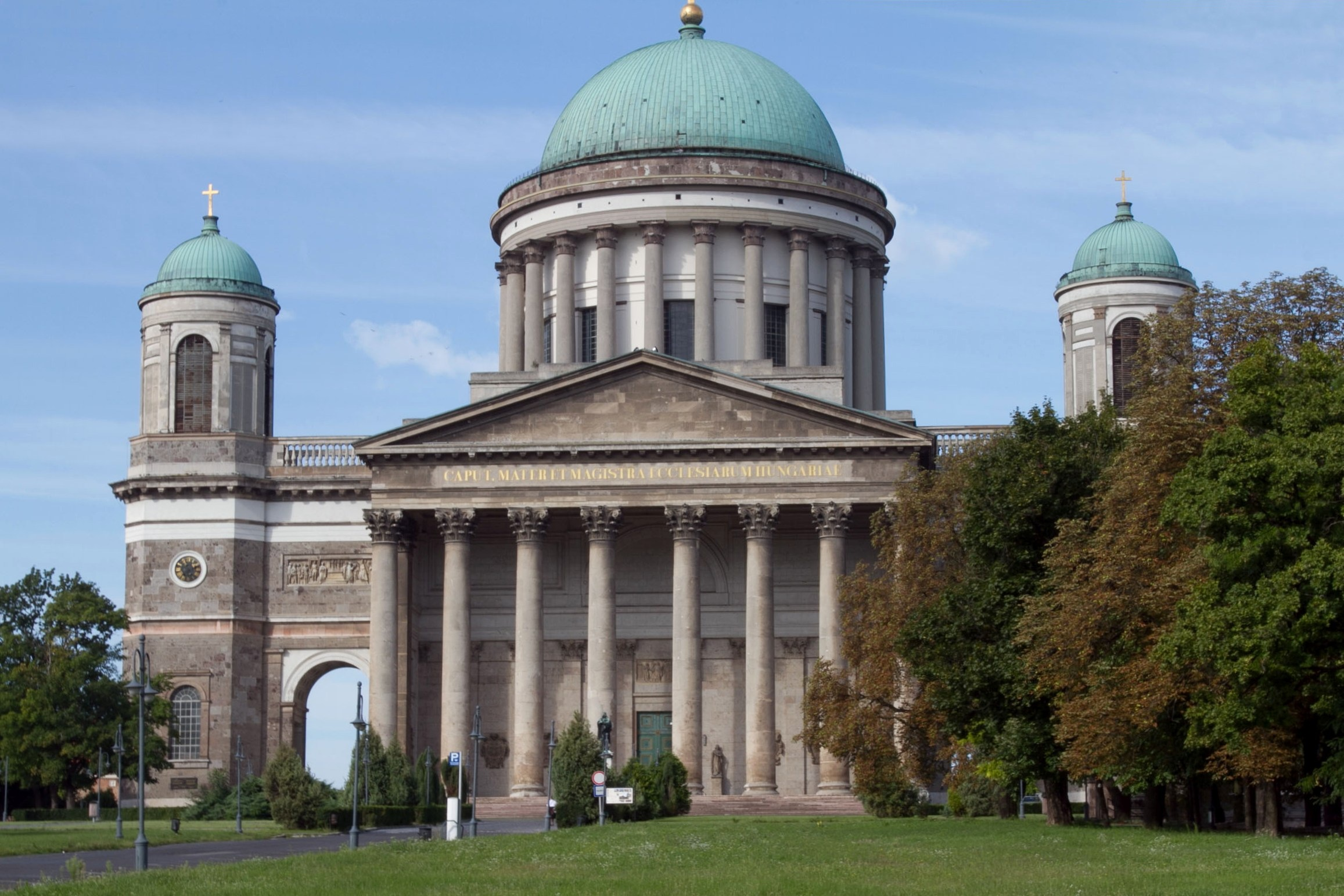
Basilika, Esztergom
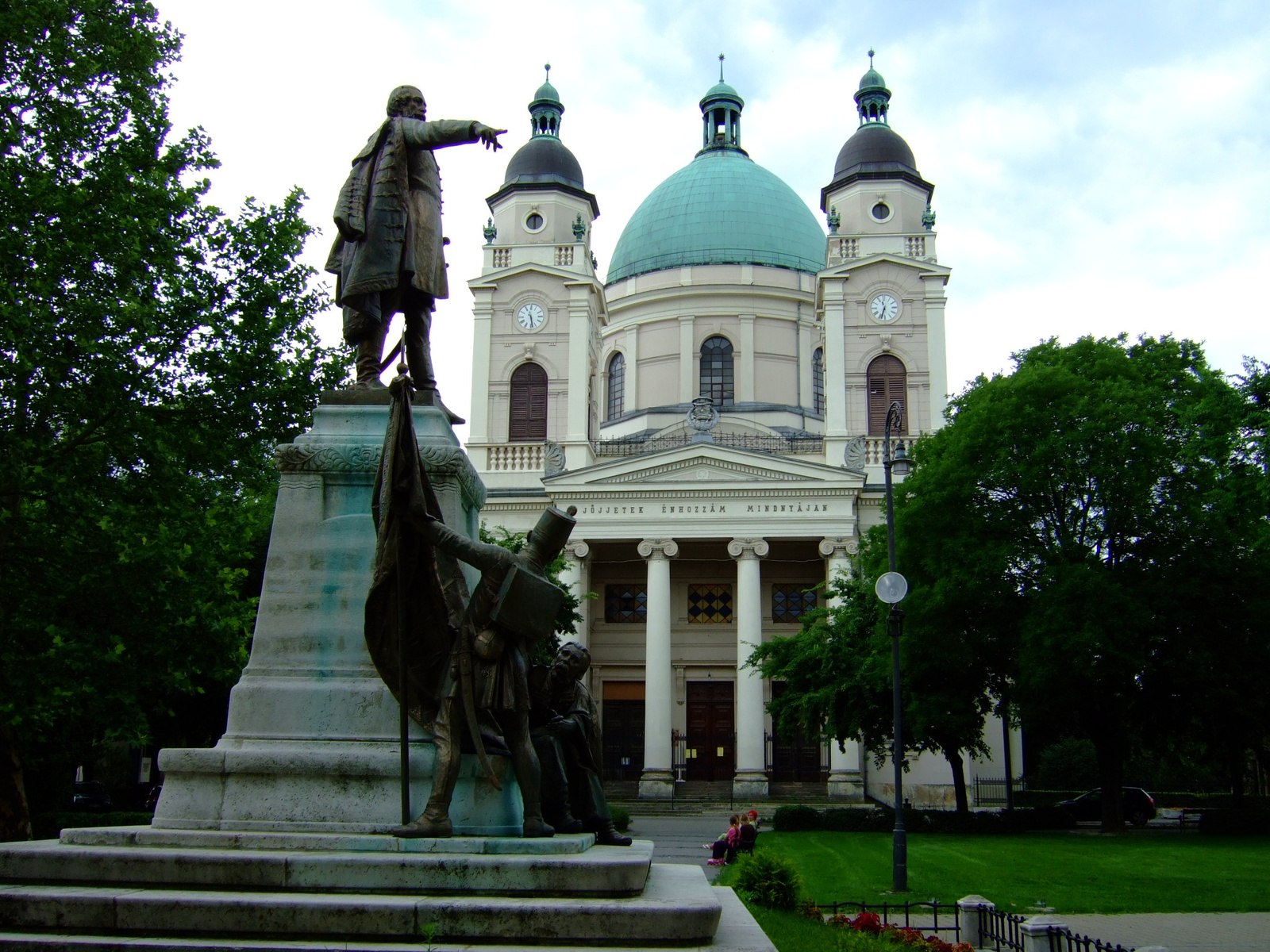
Reformierte Kirche, Cegléd

- 1799–1808:[5] Lutherische Kirche am Deak-Ferenc-Platz (Deák Ferenc tér), V. Budapester Bezirk Belváros-Lipótváros
- 1816–1830: Reformierte Kirche am Kalvin-Platz (Kálvin tér),  IX. Budapester Bezirk Ferencváros
- 1833–1834: Reformierte Kirche, Cegléd
- 1831–1837:[5] Basilika, Eger
- 1836–1838: Katholische Kapelle, Baja
- 1816–1839: Reformierte Kirche, Kunhegyes
- 1838–1846: Sankt-Adalbert-Kathedrale (Esztergom)
- 1843–1854:[5] Hermina-Kapelle, XIV. Budapester Bezirk Zugló
- 1851–1867:[5] St.-Stephans-Basilika, V. Budapester Bezirk Belváros-Lipótváros

### Profanbauten (Auswahl)

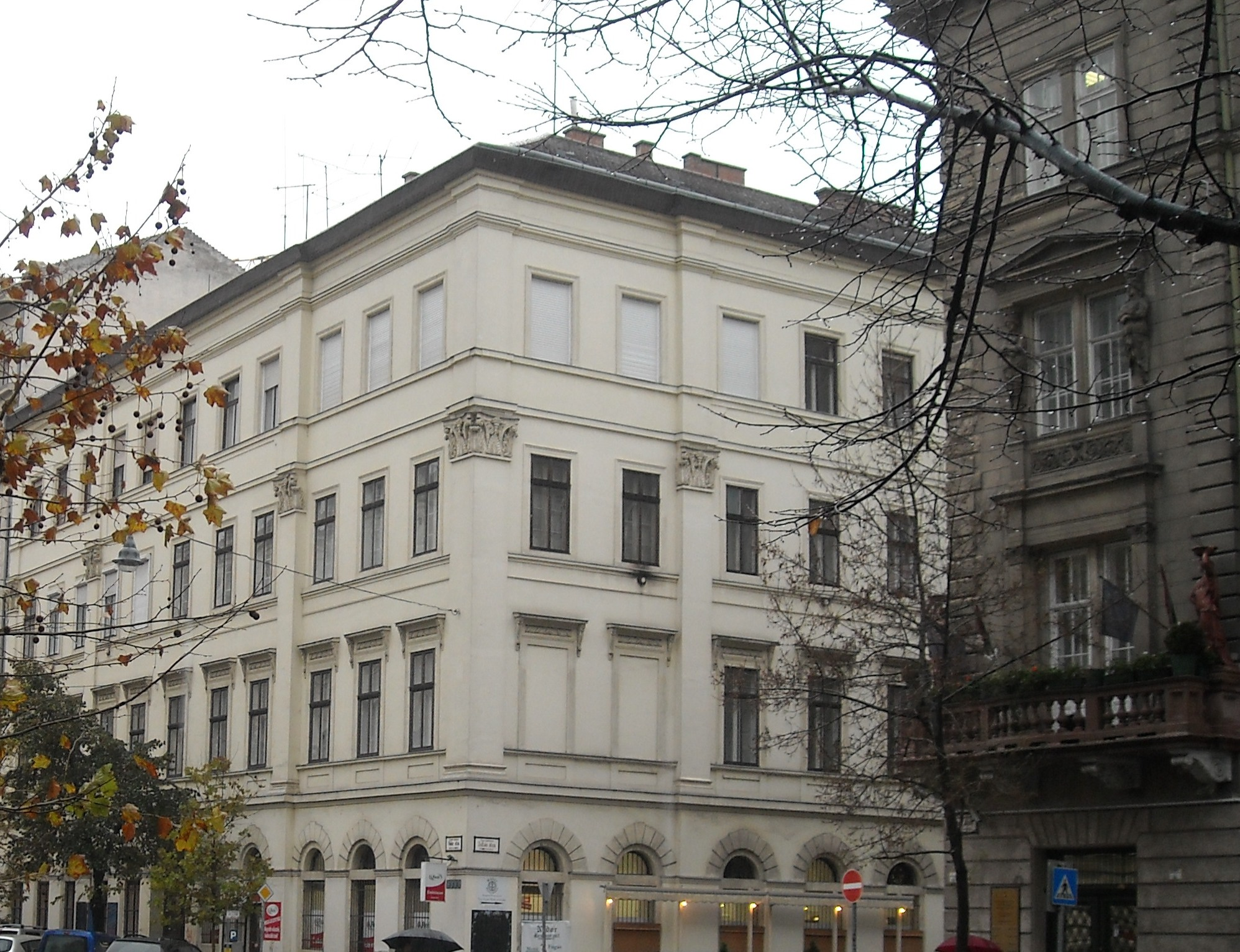
Volt Forinyák-Haus, Budapest
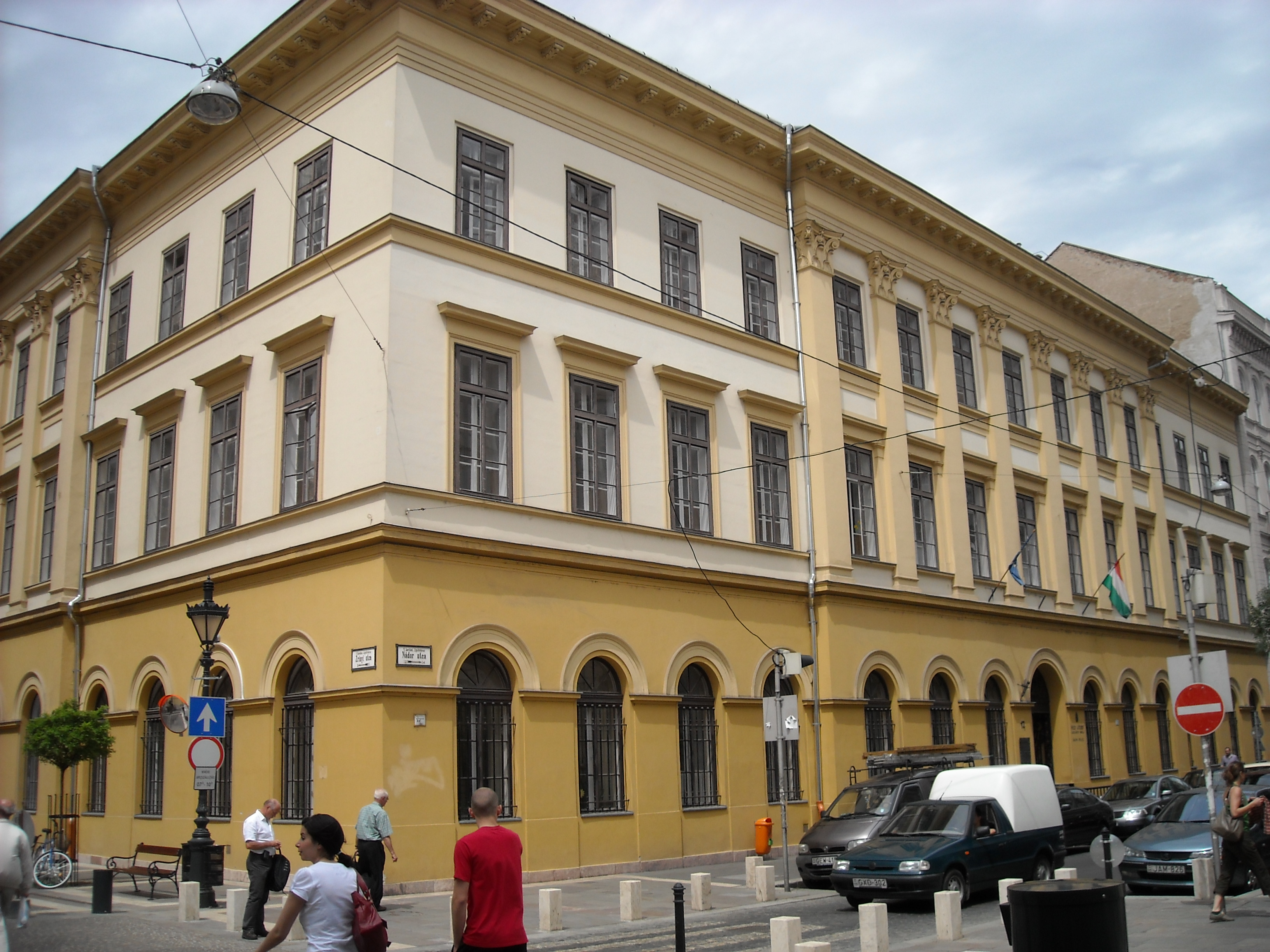
József Hild-Grundschule, Budapest
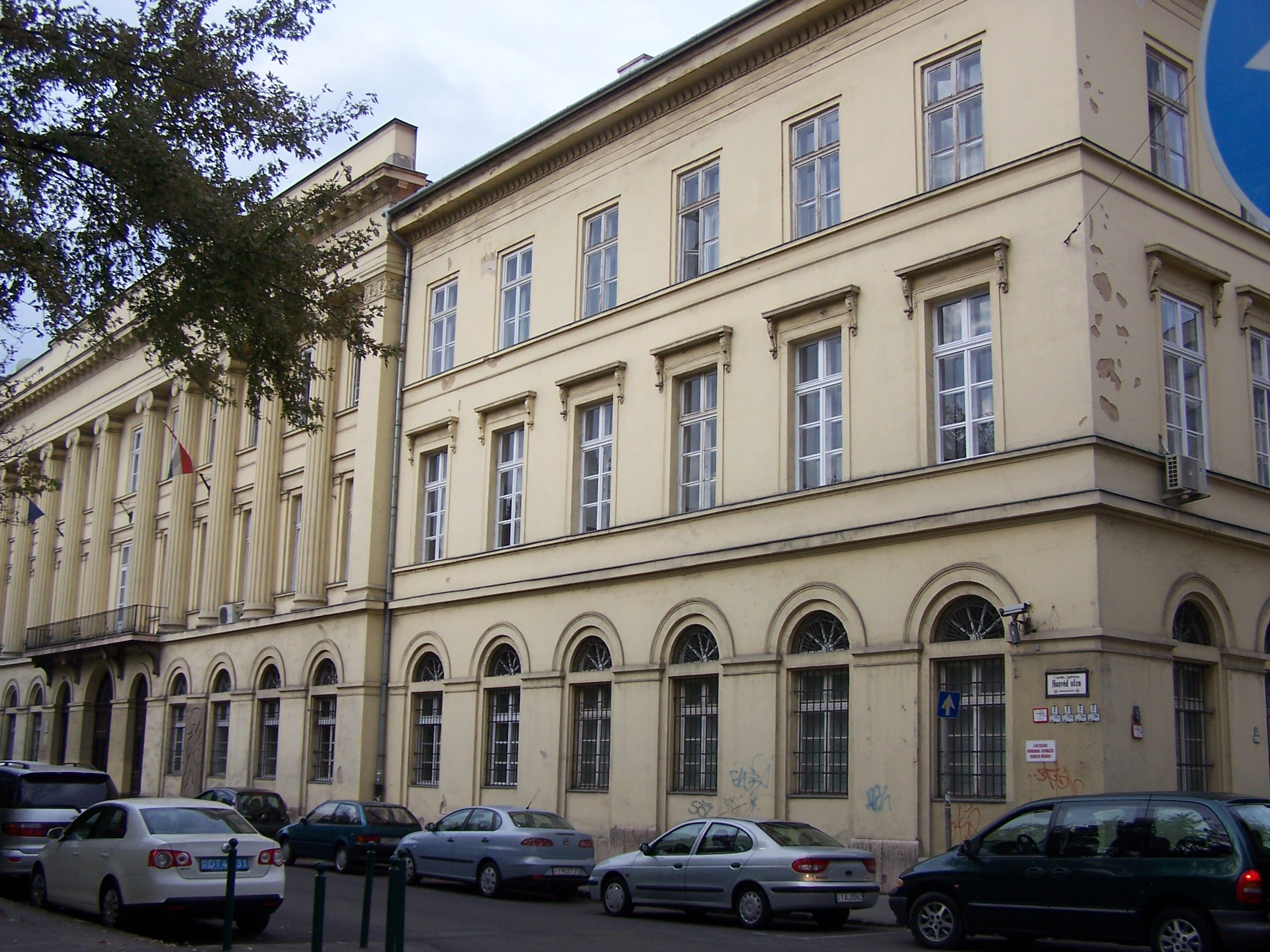
Valero Seidenspinnerei, Budapest
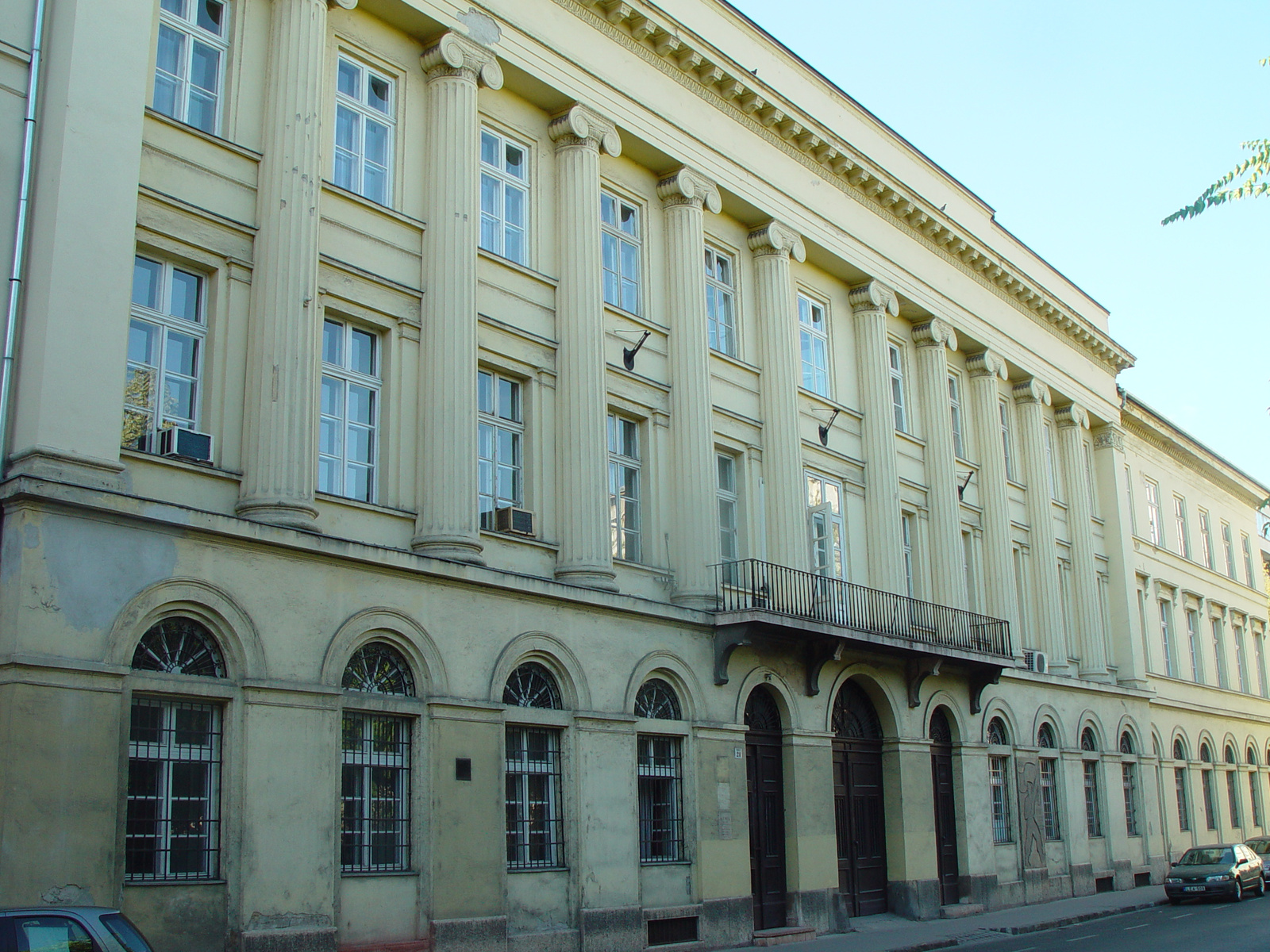
Valero Seidenspinnerei
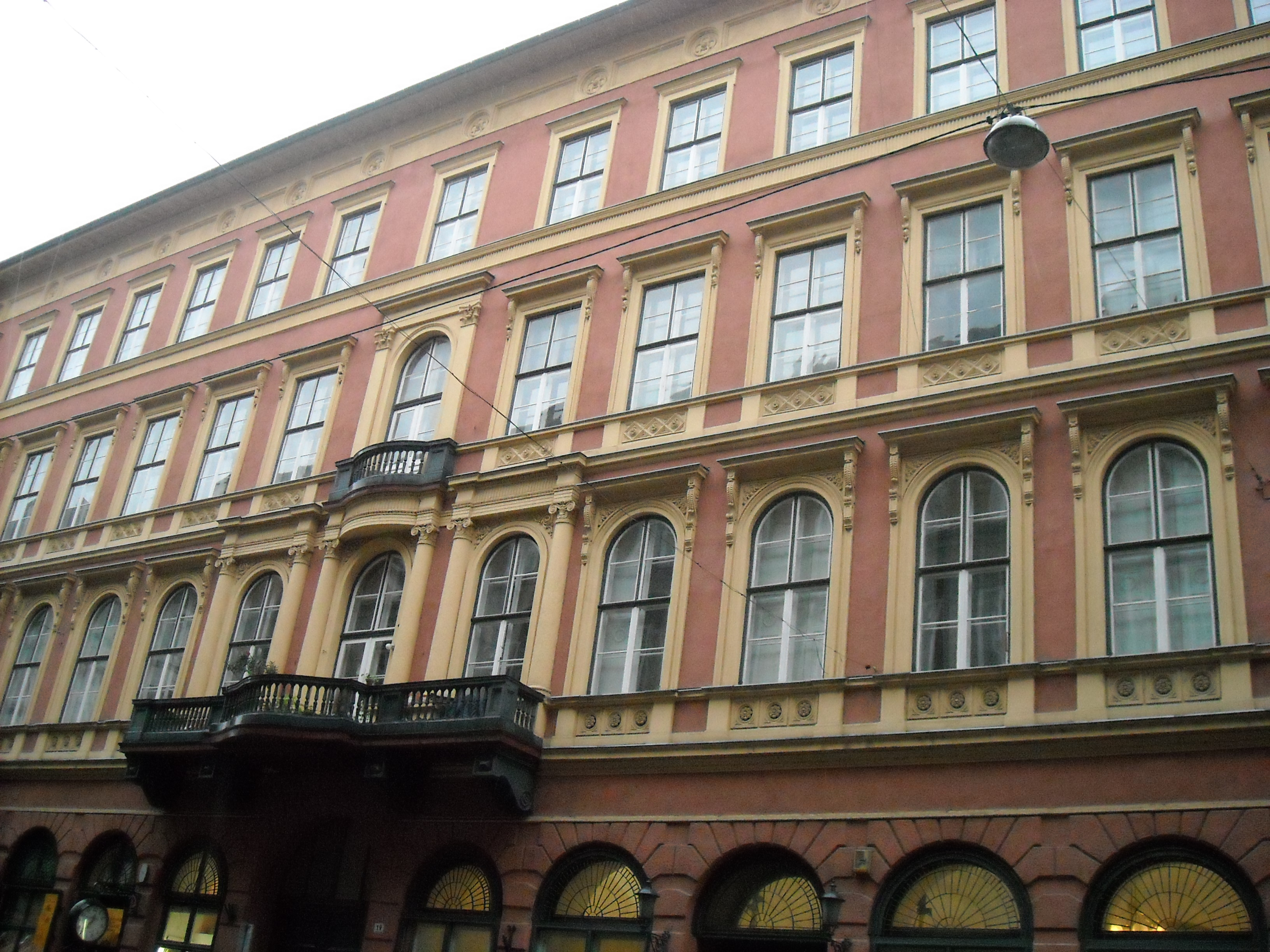
Schossberger-Haus, Budapest
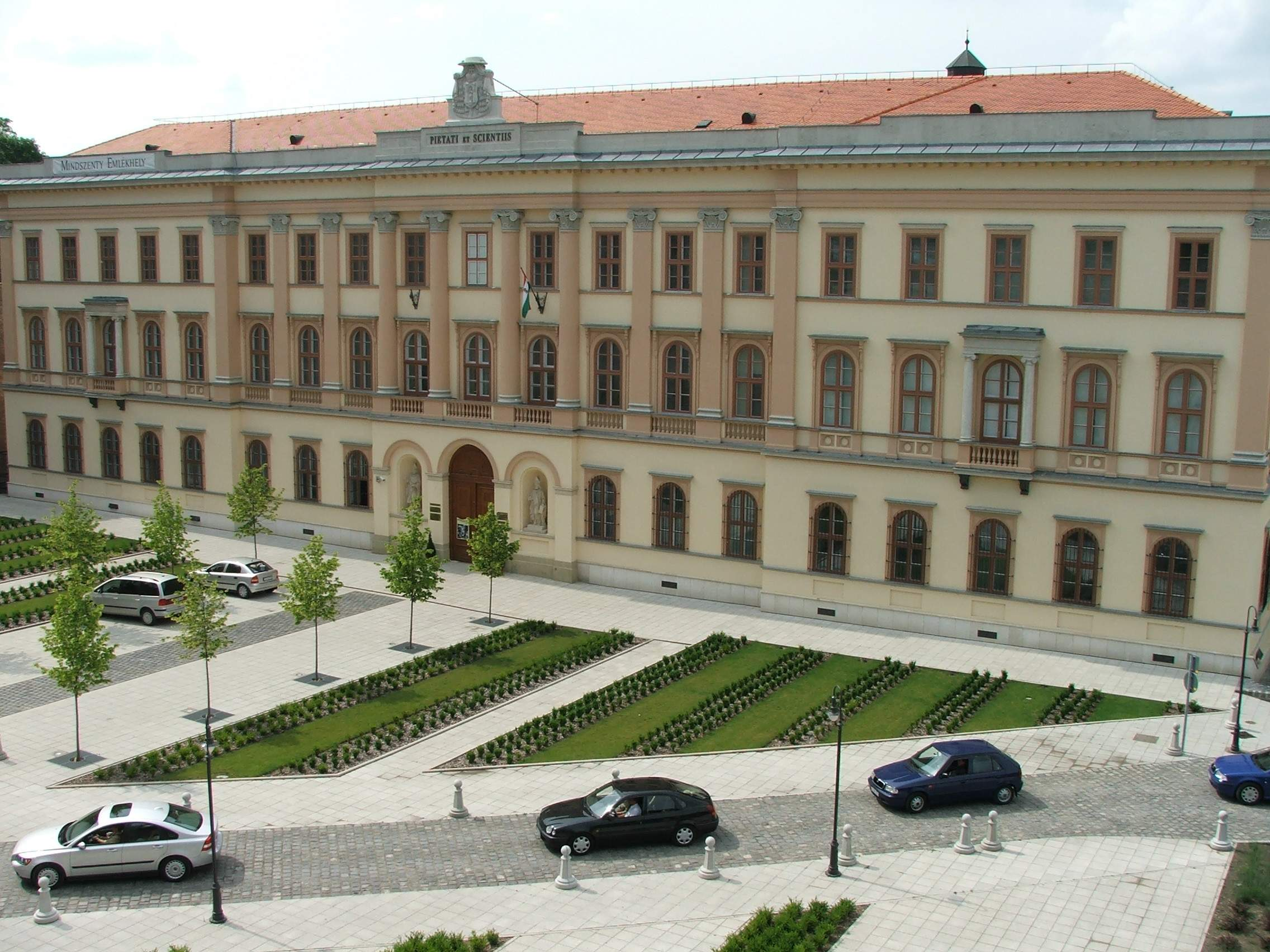
Seminar, Esztergom

- 1821–1822: Diana-Bad, Budapest
- 1824–1825: Gross-Haus (Gross-ház), Budapest
- 1827–1828: Lloyd-Palast (Lloyd-palota) der (Pesti polgári kereskedelmi testület), V. Budapester Bezirk
- 1830: Derra-Haus (Derra-ház), Budapest
- 1832: Károlyi–Trattner-Haus (Károlyi–Trattner-ház), Budapest
- 1833: Nako-Haus (Nako-ház), Budapest
- 1834:[5] Schloss Sándor-Metternich (Sándor–Metternich-kastély), Bajna
- 1832–1837:[5] Schloss Kubinyi (Kubinyi-kastély), Tápiószentmárton,
- 1835–1837: Wieser-Haus (Wieser-ház), Budapest
- 1836–1837: Tanzer-Haus (Tanzer-ház), Budapest
- 1838–1840:[5] Schloss Teleki (Teleki-kastély), Gyömrő
- 1839–1840: Wagner-Haus (Wagner-ház), Budapest
- 1841: Valero Seidenspinnerei, Budapest
- 1842: Lukács-Bad, Budapest
- 1844:[5] Villa Hild, II. Budapester Bezirk
- 1845:[5] Császár-Bad, Budapest
- 1846:[5] Villa Libasinszky, Budapest
- 1852: Pscherer-Haus (Pscherer-ház), Budapest
- 1844–1853: Ullmann-Haus (Ullmann-ház), Budapest
- 1853–1854: Szent Imre-Gymnasium, Esztergom
- 1853–1853: Dombibliothek, Esztergom
- 1861: Schossberger-Haus (Schossberger-ház), Budapest
- 1861: Pester Ungarische Commercial-Bank (Pesti Magyar Kereskedelmi Bank), später Gerbeaud-Haus (Gerbeaud-ház), Budapest
- 1860–1862: Spa´rkassengebäude (Takarekpenztar), Esztergom
- 1860–1865:[5] Seminar, Esztergom

## Ehrungen
- 1836: Mitglied der Akademie der bildenden Künste Wien
- 1842: Ehrenbürger der Stadt Pest
- 2023: Benennung eines Asteroiden nach ihm: (241368) Hildjózsef

Nach Hild sind heute eine Reihe von Schulen benannt, unter anderem die József Hild-Grundschule (Általános Iskola) in Budapest und die József Hild-Baufachschule in Győr.